# Yalda
Shab-e Yaldá o Shab-e Chellé es una fiesta tradicional Persa celebrada desde la Antigüedad durante la noche más larga del año en el Hemisferio Norte. Transcurre desde la puesta del Sol del 30 del mes persa de azar, último día del otoño, a su salida el día 1 de dey, primer día de invierno. Segun Avesta , Zaratustra en esa noche vuelvera a salvar el mundo.  

## Nombre
La palabra Yaldá es de origen siriaco y significa «nacimiento, natividad», en alusión a un alegórico nacimiento del Sol —en la religión , Mitraismo— análogo al posterior natalis solis invictis romano, también mitraico.
La palabra chellé es una deformación de la palabra persa chehelé (چهله), derivada de chehel, con el significado de «cuarentena, período de cuarenta días». 
La palabra shab (شب) significa, en persa, «noche».
el Simbolismo de Yalda:
Entre las frutas típicas de esta noche podemos nombrar a la Sandía y Granada.
Granada es símbolo de la fertilidad y alegría. Se cree que comiéndolo, uno encontraría energía y nueva vida. 
La Sandía simboliza el recuerdo de verano y las temperaturas altas. Se cree que si se come sandía en la Noche de Yalda, en todo el invierno, el frío y la enfermedad no los vencerán.

## Historia

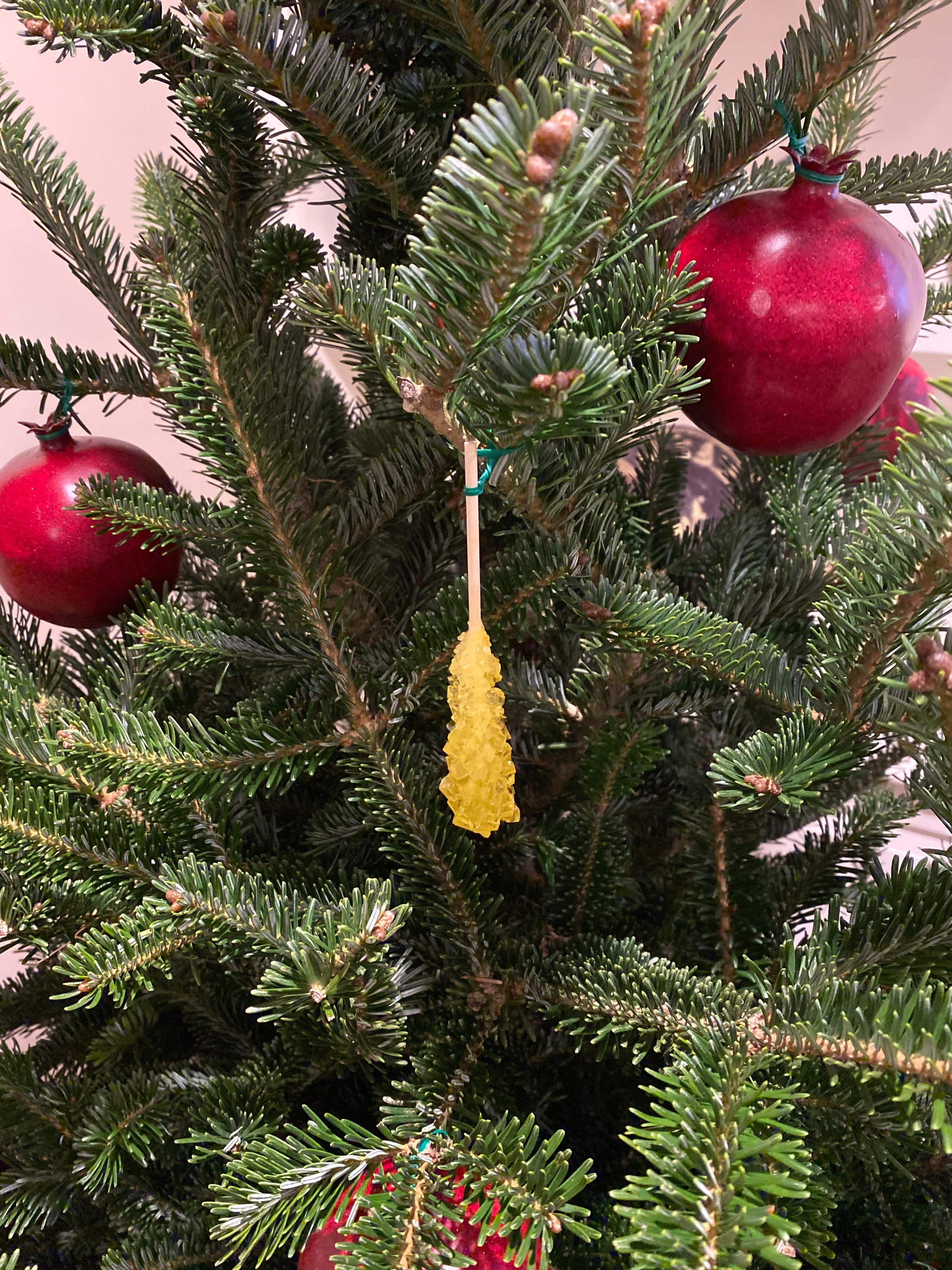
Árbol de la noche Yalda

El poeta iraní del siglo XIII Sa'di escribió en su Bustan: 
"La verdad no vendrá mañana, hasta que la noche Yalda se ha ido ".
Tras la reforma de 1925 del calendario iraní, vinculado a los acontecimientos de temporada algunos días específicos de la agenda, Yalda llegó a celebrarse en la noche antes e incluyendo el primer día del décimo mes (dey). Sujeto a variaciones temporales, Yalda puede caer un día antes o un día después del solsticio de invierno.
Tras la caída del Imperio Sasánida y la implantación del islam, la importancia religiosa del evento se perdió, y al igual que otros festivales zoroástricos, Yalda se convirtió en una ocasión social en que la familia y amigos cercanos se reúnen. No obstante, la obligación de servir de fruta fresca durante mediados de invierno es una reminiscencia de las antiguas costumbres de la invocación de las divinidades para pedir la protección de los cultivos de invierno.

## La Yalda hoy
En la actualidad Yalda es una fiesta que casi toda las familias en Iran la celebran y toda noche están reunidos bebiendo , charlando y tratar de estar despierto toda la noche y celebrar esa noche ,la radio y televisión iraníes ofrecen programas especiales sobre la tradición.,
Se colocan sandías en el korsí, tradicional pieza de mobiliario consistente en una mesa baja con brasero, en torno a la cual la familia se sienta en el suelo. Sobre ella se extiende una manta de lana para que los presentes coloquen las piernas debajo de ella. Debajo de la mesa se genera calor con un brasero de carbón (o, recientemente, también electricidad o calentadores de gas). En esta noche es tradicional comer granadas y frutos secos.

## Gallery

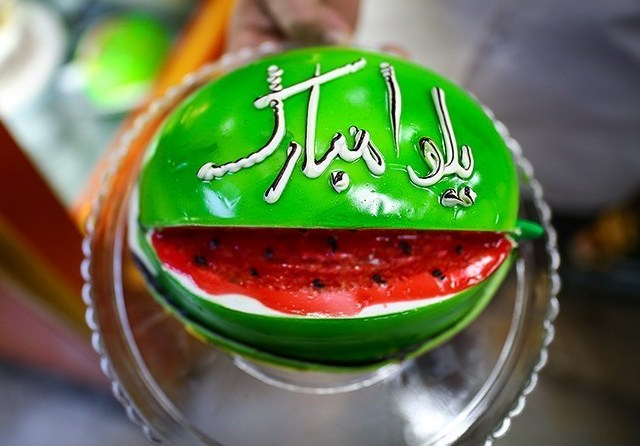
Yaldā Night shopping in Gorgan
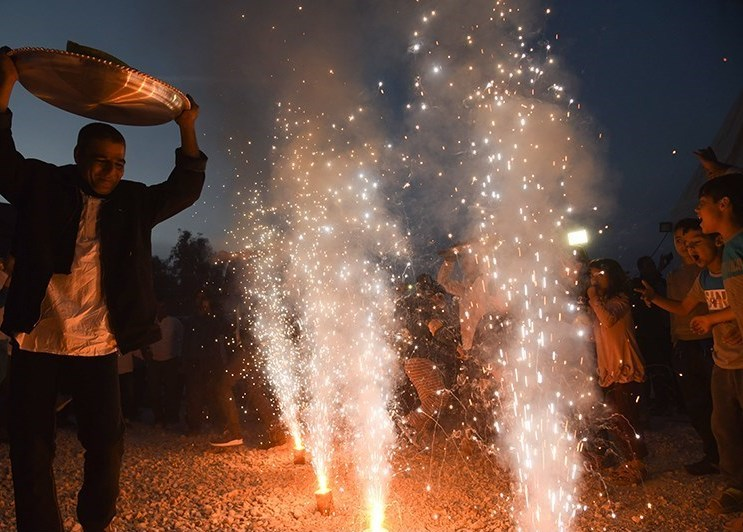
2017 Yaldā Night at Sarpol-e Zahab
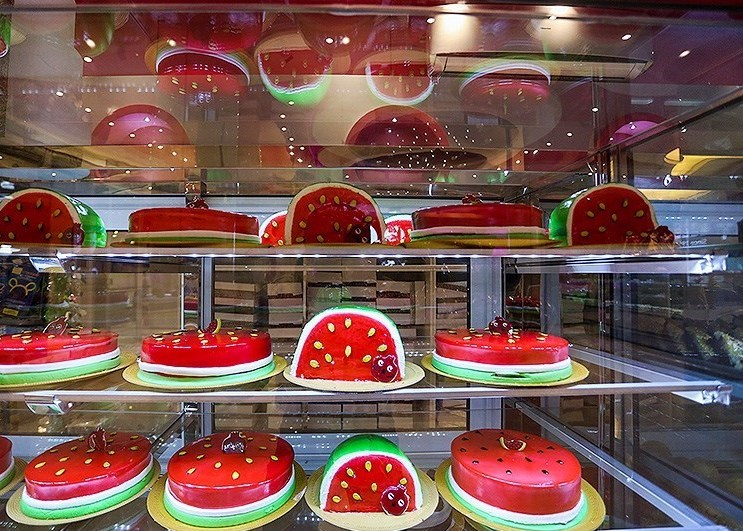
Yaldā Night cakes in Isfahan
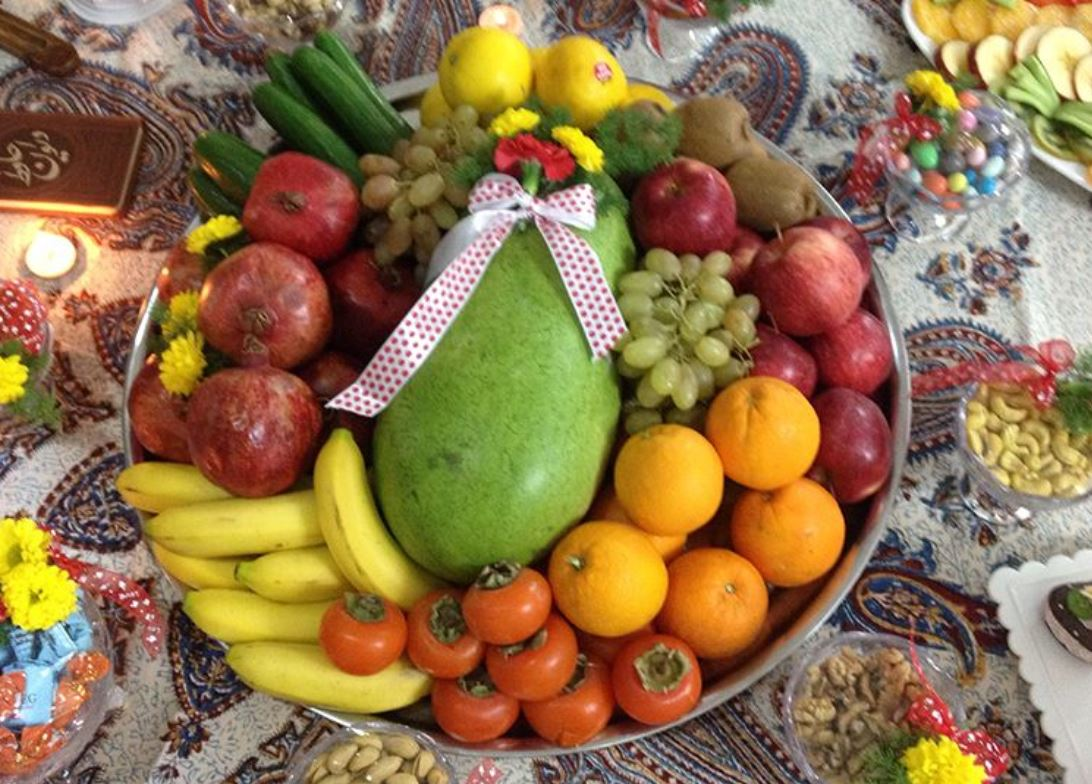
Fruits and Divan of Hafez in Yaldā Night
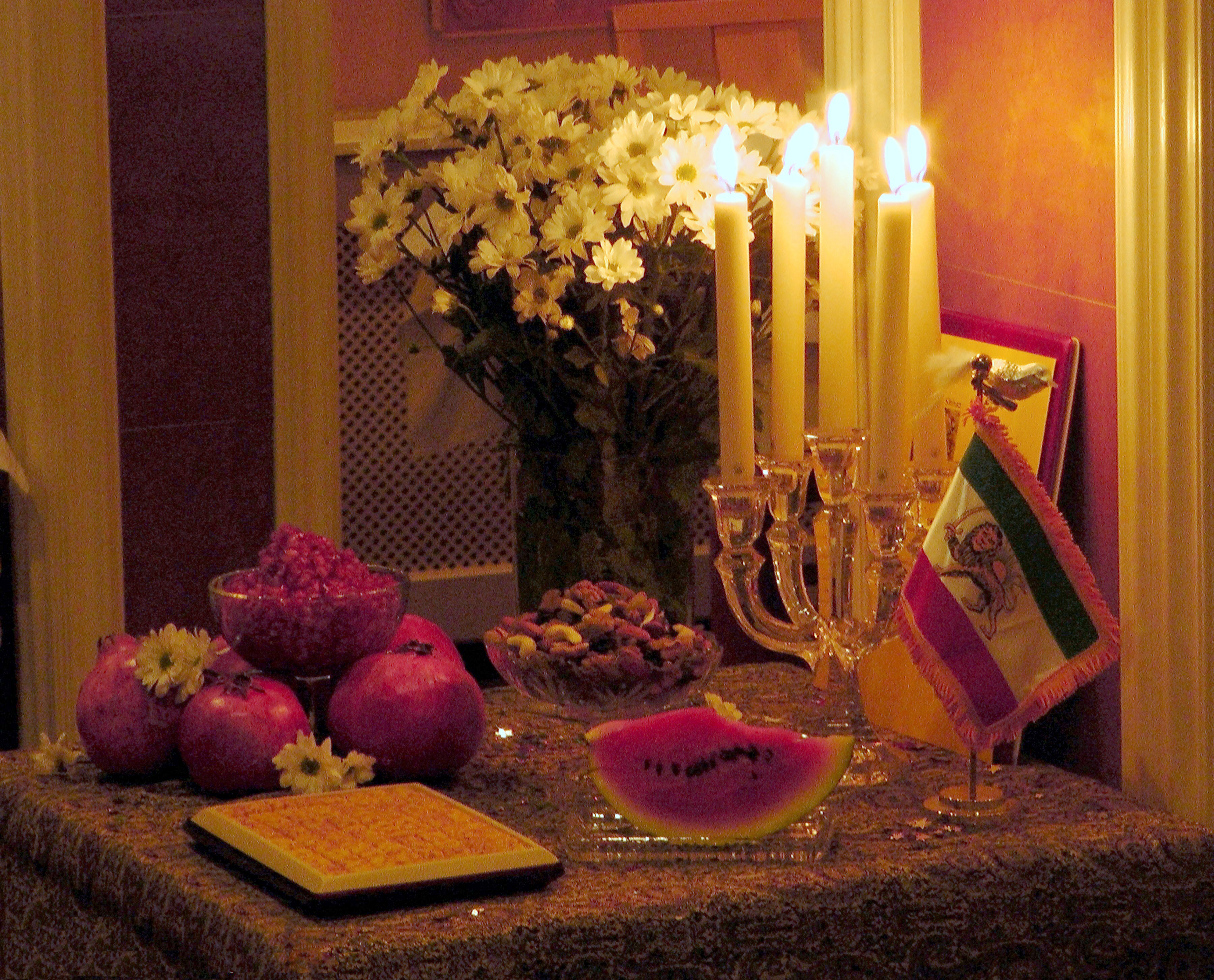
Special ceremony in yalda night zibad
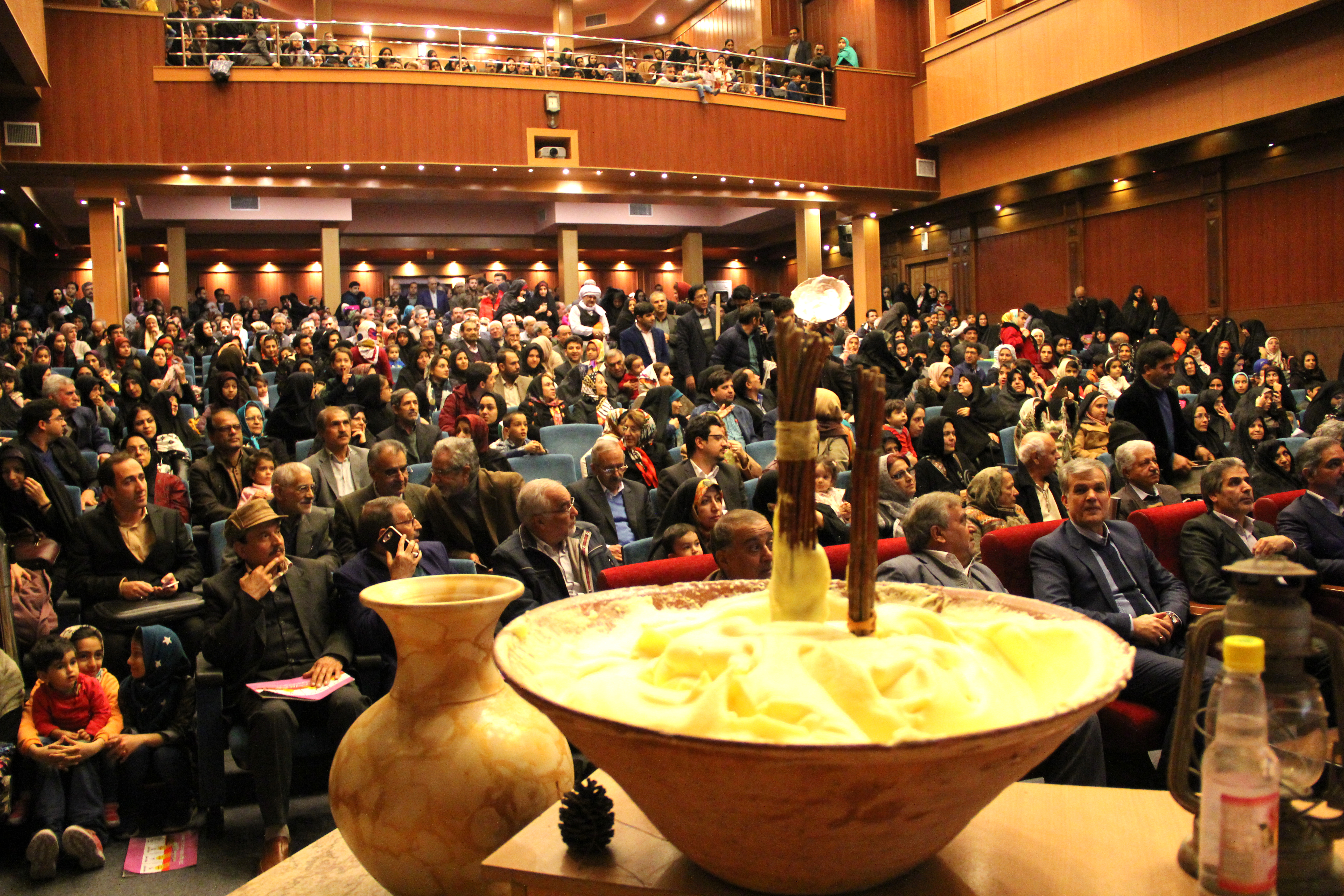
yalda sweets Kafbeekh 2014
yalda sweets Kafbeekh.2014